# Eupeodes corollae
Az Eupeodes corollae a rovarok (Insecta) osztályának a kétszárnyúak (Diptera) rendjébe, ezen belül a légyalkatúak (Brachycera) alrendjébe és a zengőlégyfélék (Syrphidae) családjába tartozó faj.

## Előfordulása
Az Eupeodes corollae előfordulási területe az egész Európa, Afrika - főleg Észak-Afrika - és Ázsia. Európában nagyon elterjedt és közönséges. Afrikában a partok mentén lemegy Dél-Afrikáig is. Ázsiában Szibérián keresztül, eléri Kínát, a Csendes-óceánt, valamint Japánt és a Tajvan szigetet is.

## Megjelenése
Az imágó testhossza 6–11 milliméter hosszú, szárnyfesztávolsága pedig 8–25 milliméteres. A fajon belül jelen van a nemi kétalakúság. A hím 3. és 4. potroh szelvényén négyzetes a mintázat, míg a nőstény mintázata a hímnél keskenyebb. Az alapszín fekete vagy sötétbarna, sárga szaggatott csíkokkal.

## Életmódja
A lárva levéltetvekkel (Aphidoidea) és pajzstetvekkel (Coccoidea) táplálkoznak, emiatt az üvegházakban és gyümölcsösökben kártevők kordában tartására próbálták felhasználni; azonban az imágót megfigyelték gyümölcsöt fogyasztani, emiatt a további használatát felfüggesztették.
A vadonban az imágó gyakran vándorutakat tesz meg. Dél-Európában egész évben repül, míg északon csak május-szeptember között repül. Füves pusztákon, dűnéken, kiszáradt folyómedrekben és hegyi legelőkön egyaránt előfordul; kultúrtájakon és kertekben is fellelhető. Habár a lárva ragadozó életmódot folytat és az imágó gyümölcsöt is fogyaszt, az Eupeodes corollae több növényfajnak is a megporzója; legfőképp a következőké: közönséges cickafark (Achillea millefolium), kányaharangvirág (Campanula rapunculoides), krizantém (Chrysanthemum), aszat (Cirsium), kaliforniai kakukkmák (Eschscholzia californica), kenderkefű (Galeopsis), orbáncfű (Hypericum), Leontodon, szurokfű (Origanum vulgare), vérontó pimpó (Potentilla erecta), boglárka (Ranunculus), vadszeder (Rubus fruticosus), fűz (Salix), aggófű (Senecio), Tripleurospermum inodoratum és martilapu (Tussilago farfara).

## Képek

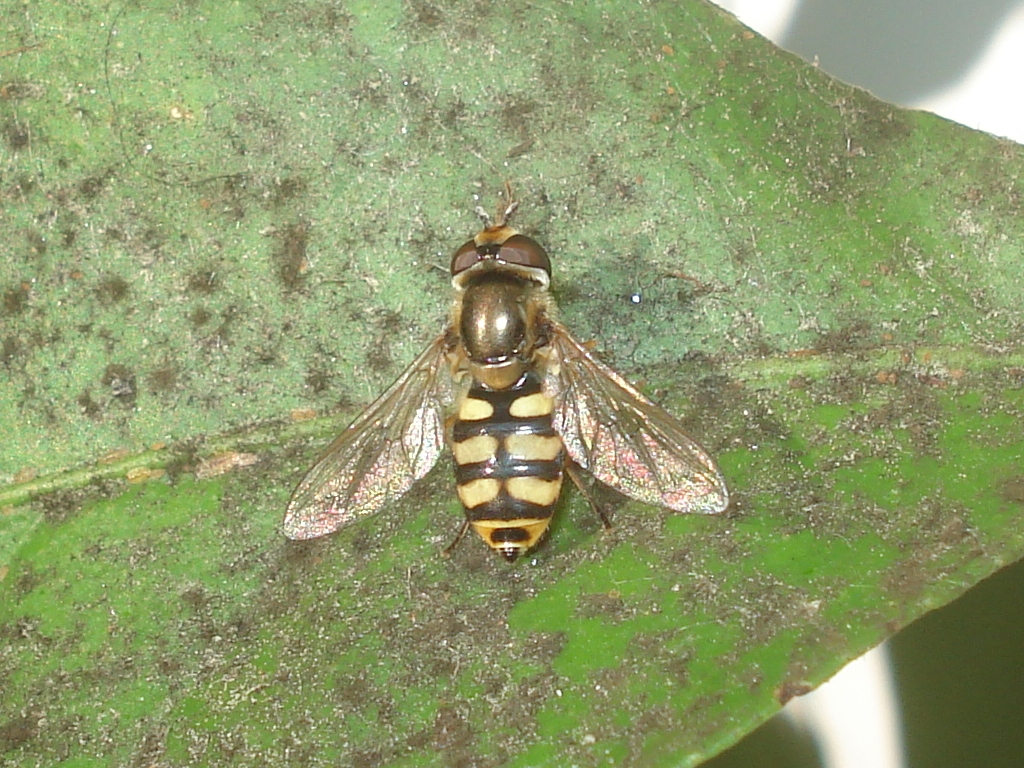
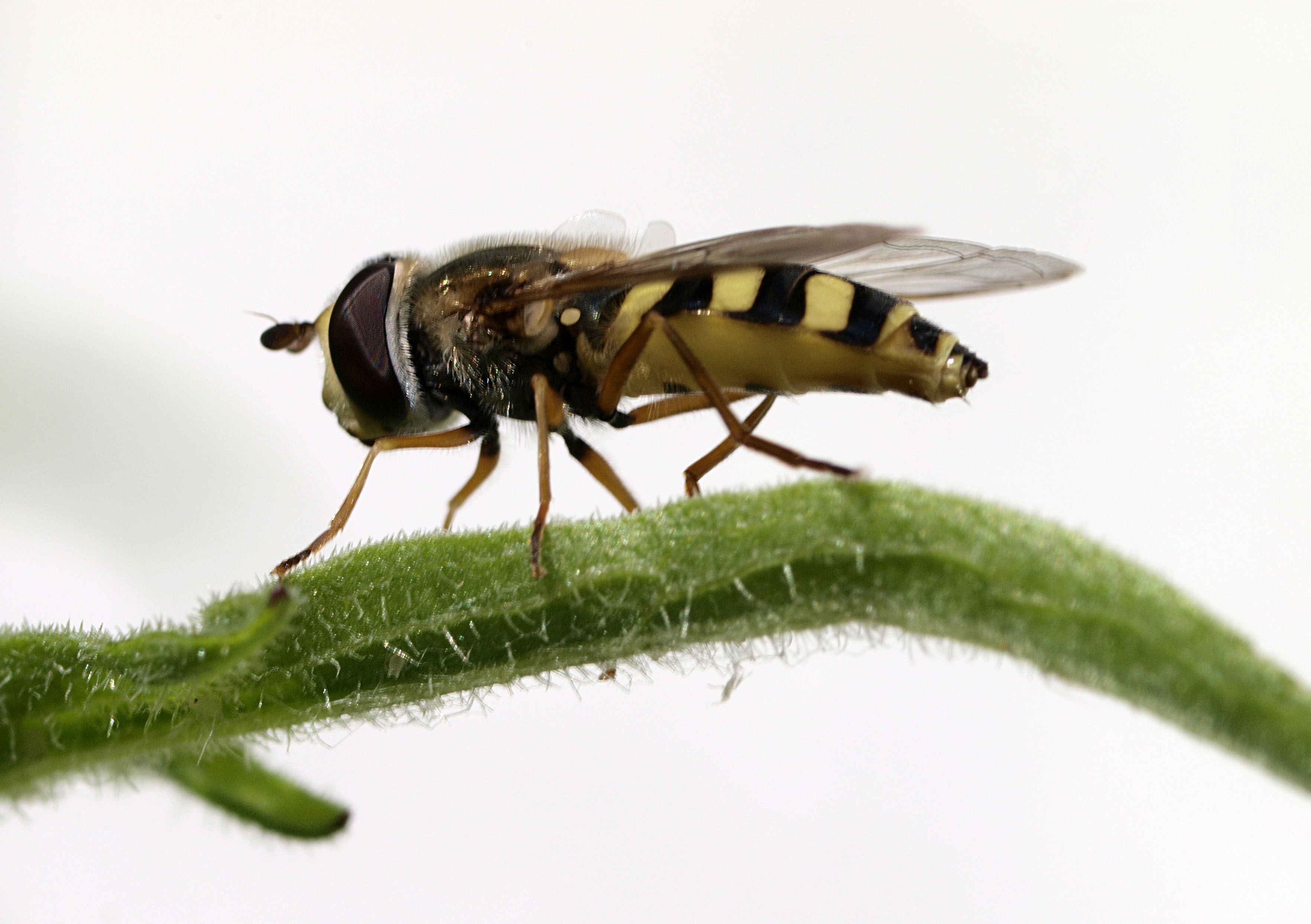
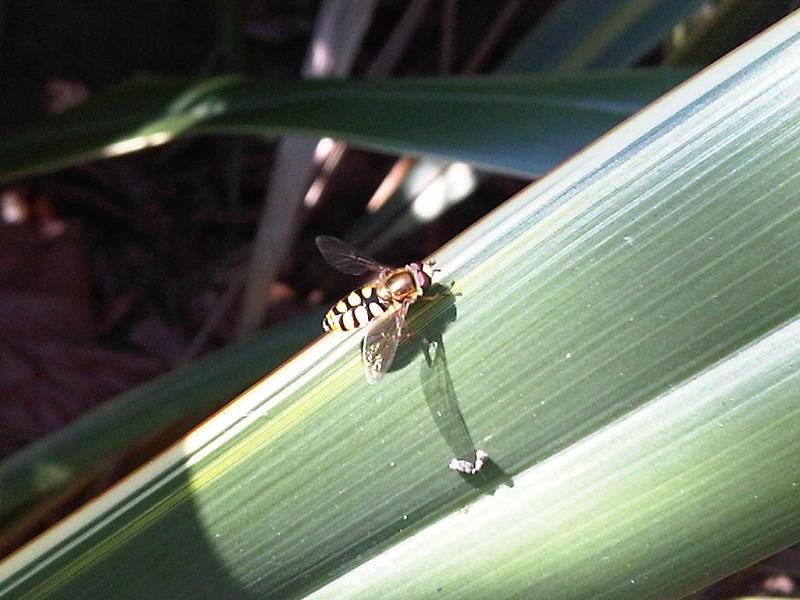
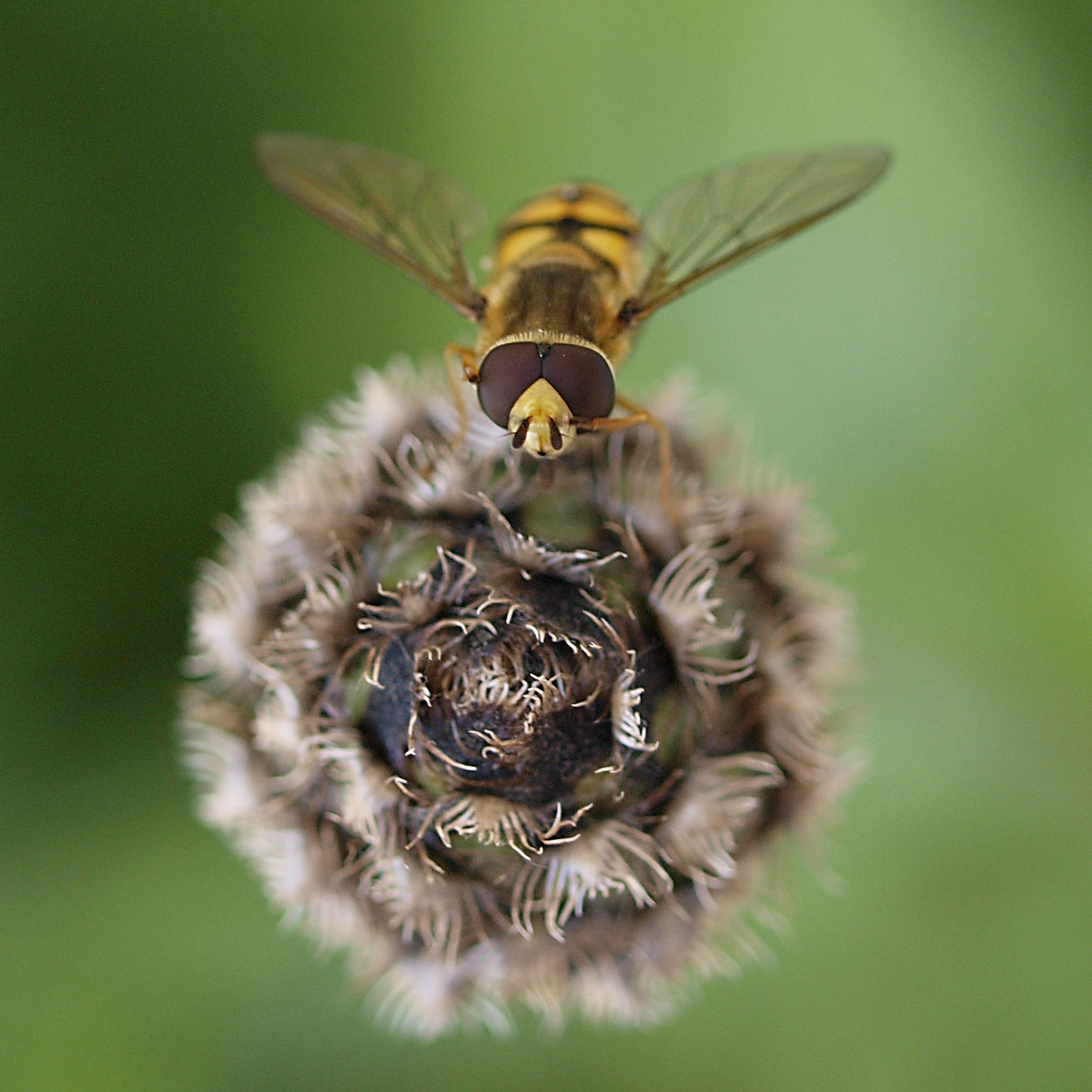
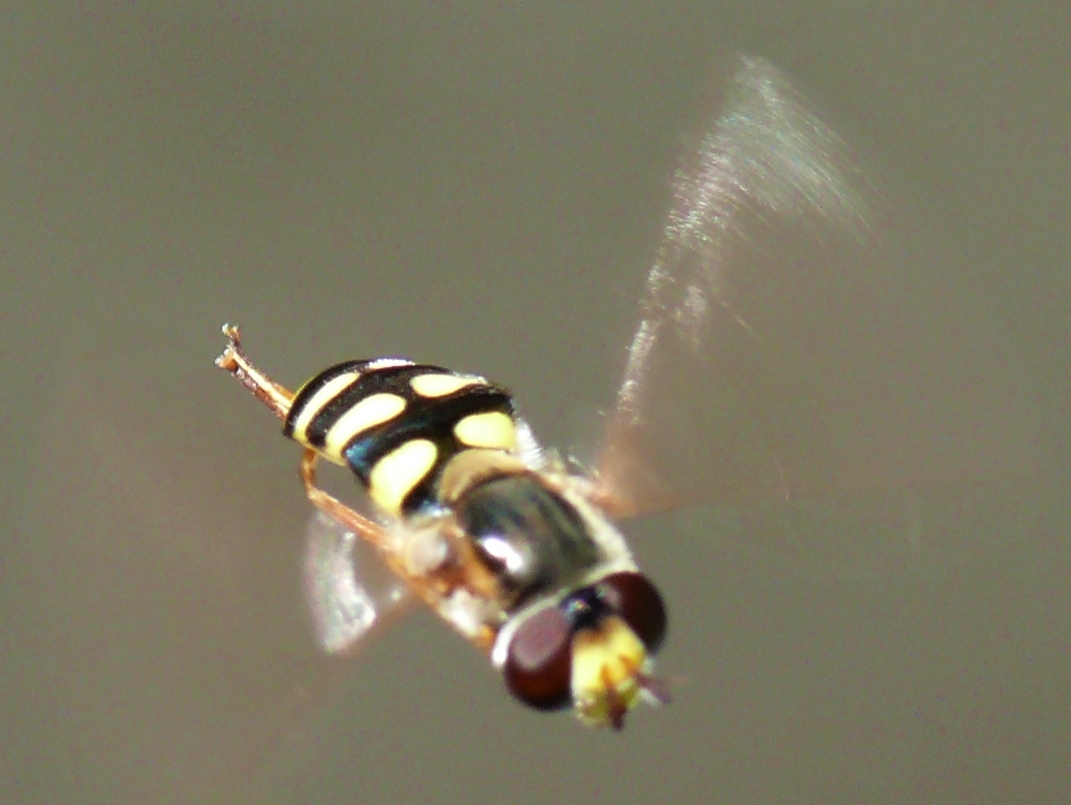

## Fordítás
- Ez a szócikk részben vagy egészben  az   Eupeodes corollae című angol Wikipédia-szócikk ezen változatának fordításán alapul.  Az eredeti cikk szerkesztőit annak laptörténete sorolja fel. Ez a jelzés csupán a megfogalmazás eredetét és a szerzői jogokat jelzi, nem szolgál a cikkben szereplő információk forrásmegjelöléseként.